# Giro del Piemonte 1989
Il Giro del Piemonte 1989, settantasettesima edizione della corsa, si svolse il 12 ottobre 1989 su un percorso di 196 km. La vittoria fu appannaggio dell'italiano Claudio Chiappucci, che completò il percorso in 4h45'08", precedendo i danese Søren Lilholt e Per Pedersen.
Sul traguardo di Novara 132 ciclisti portarono a termine la competizione. 

## Ordine d'arrivo (Top 10)
| Pos. | Corridore          | Squadra          | Tempo    |
| ---- | ------------------ | ---------------- | -------- |
| 1    | Claudio Chiappucci | Carrera-Vagabond | 4h45'08" |
| 2    | Søren Lilholt      | Histor-Sigma     | s.t.     |
| 3    | Per Pedersen       | R.M.O.-Mavic     | s.t.     |
| 4    | Nico Emonds        | Teka             | s.t.     |
| 5    | Marco Saligari     | Ariostea         | s.t.     |
| 6    | Rolf Gölz          | Superconfex-Yoko | s.t.     |
| 7    | Franco Ballerini   | Malvor-Sidi      | s.t.     |
| 8    | Andreas Kappes     | Toshiba          | s.t.     |
| 9    | Sean Kelly         | PDM-Concorde     | s.t.     |
| 10   | Andrei Tchmil      | Alfa Lum         | s.t.     |